# Andreas Delfs
Andreas Delfs (* 30. srpna 1959 Flensburg) je německý dirigent a hudební režisér, v současnosti působící u Milwaukeeského symfonického orchestru.
Delfs se již v pěti letech učil na klavír a hudební teorii a v dvaceti se stal hudebním režisérem Hamburského univerzitního orchestru. Delfs vystudoval Hamburskou konzervatoř v roce 1981 a v roce 1984 získal vysokoškolský titul na Juilliardově hudební škole. V Hamburuu Delfs studoval u Alda Ceccata a Christopha von Dohnanyi. Po dokončení školy přijal místo pomocného dirigenta v Pittsburském symfonickém orchestru, pod vedením Lorina Maazela. Získal také pozici dirigenta u Orchestre Suisse des Jeunes. Delfs byl jmenován hudebním režisérem a dirigentem Milwaukeeského symfonického orchestru v roce 1996. V roce 1999 odjel na turné po Kubě, což bylo poprvé za 37 let, kdy se americký orchestr vydal do této země na turné. Obsadil také pozici hudebního režiséra u Orchestru katedrály sv. Pavla v letech 2001 až 2004. V prosinci 2006 oznámil, že opustí svoje současné působiště po sezóně 2008–2009 (patnáctá sezóna orchestru).